# Bolesław Lewandowski (piłkarz)
Bolesław Lewandowski (ur. 5 czerwca 1935 w Kaliszu, zm. 11 stycznia 2003) – polski piłkarz, napastnik.

## Życiorys
W pierwszej lidze występował w Gwardii Warszawa, wcześniej grał w Calisii z rodzinnego miasta. W reprezentacji Polski wystąpił tylko raz, w rozegranym 23 czerwca 1957 spotkaniu ze Związkiem Radzieckim, które Polska przegrała 0:3.